# Иридомирмецин
Иридомирмецин — защитное химическое вещество, классифицируемое как иридоид, выделенное из муравьев рода Iridomyrmex. Он также эволюционировал в половой феромон у ос, таких как Leptopilina, с видами-хозяевами, использующими запах иридомирмецина в качестве способа обнаружения присутствия паразитоидных ос. Иридомирмецин также содержится во множестве растений, включая актинидию полигамную (Actinidia polygama).